# Чарлі Койл
Чарлз Роберт Койл (англ. Charles Robert Coyle; нар. 2 березня 1992, м. Веймут, США) — американський хокеїст, центральний/правий нападник. Виступає за «Бостон Брюїнс» у Національній хокейній лізі.
Виступав за «Бостонський університет» (NCAA), «Сент-Джонс Сі-Догс» (QMJHL), «Міннесота Вайлд», «Х'юстон Аерос» (АХЛ), «Міннесота Вайлд».
В чемпіонатах НХЛ — 189 матчі (31+48), у турнірах Кубка Стенлі — 28 матчів (4+7).
У складі національної збірної США учасник чемпіонату світу 2015 (5 матчів, 3+2). У складі молодіжної збірної США учасник чемпіонатів світу 2011 і 2012.
Досягнення
- Бронзовий призер чемпіонату світу (2015)
- Бронзовий призер молодіжного чемпіонату світу (2011)